# Бесапара
Бесапара е древно тракийско селище, център на племето беси. Според надпис са съществували Горна и Долна Бесапара, като Долна Бесапара е пътна станция на Виа Милитарис, свързващ Виндобона (дн. Виена) с Византион (дн. Истанбул).
Локализирано е в района на село Синитово, Община Пазарджик в полите на Бесапарските ридове. До днес са запазени основите на сградите, паметни плочи и архитектурни елементи от тракийската и римската архитектура. Предполага се, че е главният град на областта Бесика, населявана от тракийското племе беси. Прието е че Бесапара е била ако не столица, то поне главен град на легендарните беси. Бесапара е само локализиран и тук не са провеждани мащабни археологически проучвания. За сметка на това може да се види главната крепост на града – Хисарлъка, както и местата с големите могили и култови съоръжения на аристократите на бесите. В тази група обекти попада хероона в местността Бабата. Това съоръжение е разположено на хълм с отлична панорама към Бесапарските хълмове и местата с големите могили, най-голямата от които е с височина над 10 метра. Хероонът представлява кръг с диаметър 30 метра, граден от камъни и дебелина на стената 85 см. До самото съоръжение личат основите на сграда, стените на която са споени с хоросан. В самото подножие на хероона, се намират няколко правоъгълни дупки изсечени в скалата.